# Amir Ali Hajizadeh
Amir Ali Hajizadeh (Teherán, 28 de febrero de 1962 - 13 de junio de 2025) fue un oficial militar iraní que se desempeñó como  comandante de las Fuerzas Aeroespaciales del CGRI , cargo que ocupó desde el 4 de octubre de 2009 hasta su asesinato el 13 de junio de 2025 por un ataque israelí.
Su grado jerárquico es de general de brigada y fue nombrado por el mismo líder supremo de Irán Alí Jamenei.

## Biografía
Comenzó su carrera en la Guardia Revolucionaria desde que tenía nueve años, formó parte de una fuerza élite de francotiradores durante la Guerra entre Irán e Irak (1980-1988), además estuvo involucrado en la mayoría de las operaciones extensas, como la Karbala-1, Wolfger I y Wolfger II. Después de la formación de la fuerza aeroespacial de los Cuerpos de la Guardia Revolucionaria Islámica en octubre, Hajizadeh fue designado como el primer comandante de dichas fuerzas armadas y actualmente continúa en el cargo. Antes de la disolución de la Fuerza Aérea de la Guardia Revolucionaria, se desempeñó como comandante de la Defensa Aérea IRGC durante 7 años, antes de Gholamreza Yazdani.

## Derribo del Vuelo 752 de Ukraine International Airlines
Hajizadeh era el comandante de la Fuerza Aeroespacial del CGRI el 8 de enero de 2020 cuando dos misiles tierra-aire derribaron el Boeing 737-800 del vuelo 752 de Ukraine International Airlines poco después de despegar, mientras aún se encontraba en espacio aéreo iraní, causando la muerte de sus 176 pasajeros y tripulantes. La República Islámica de Irán negó que sus misiles derribaran el avión durante tres días, alegando que se trató de un accidente aéreo.
Aproximadamente tres años después, en noviembre de 2022, Hajizadeh culpó a otros por la tardía aceptación de la responsabilidad: "La decisión se tomó 48 horas después. Sabíamos lo que había sucedido desde el primer momento, pero otras entidades y organizaciones no lo aceptaron". Añadió: "48 horas no es demasiado tiempo (para determinar la verdad)".

## Asesinato
Hajizadeh murió el 13 de junio de 2025  durante los ataques israelíes de junio de 2025 contra Irán.

## Controversias
Durante el juego de guerra iraní Eghtedar-e Velayat, el 8 de marzo de 2016, Hajizadeh dijo que «la razón por la que diseñamos nuestros misiles con un alcance de 2,000 km es para poder golpear a nuestros enemigos desde una distancia segura».